# Diego Guilloud
 (février 2025).
Diego Guilloud, né le 15 août 1990 à Genève, est un athlète et entrepreneur suisse, champion du monde de roller freestyle, vainqueur de nombreuses compétitions internationales ainsi que fondateur et actionnaire de diverses sociétés.

## Biographie
Né à Genève, Diego Guilloud suit une instruction standard dans cette même ville. Il étudie le commerce et la gestion d'entreprise jusqu'à obtenir en 2019 à la haute école de gestion, un Bachelor en économie d'entreprise avec un major en audit et controlling, ainsi qu'un minor en évaluation d'entreprise.
Il découvre le roller en l'an 2000 lorsqu'il a 10 ans. Dès lors, il adopte ce sport et s'entraîne jour et nuit au skatepark de Plainpalais. C'est à l'âge de 13 ans qu'il commence à voyager dans toute l'Europe pour participer à des compétitions internationales et faire des vidéos.
Il devient vice-champion du monde de la ligue AIL en 2010, puis champion du monde de cette dernière en 2013 lors de son tour du monde de 10 mois. C'est en 2022 qu'il décroche le titre officiel de champion du monde de roller freestyle catégorie Street,, lors des World Skate Games à Buenos Aires, Argentine.